# Strongylognathus huberi
Strongylognathus huberi là một loài côn trùng thuộc họ Formicidae. Loài này có ở Ý và Thụy Sĩ.